# Margot Koller

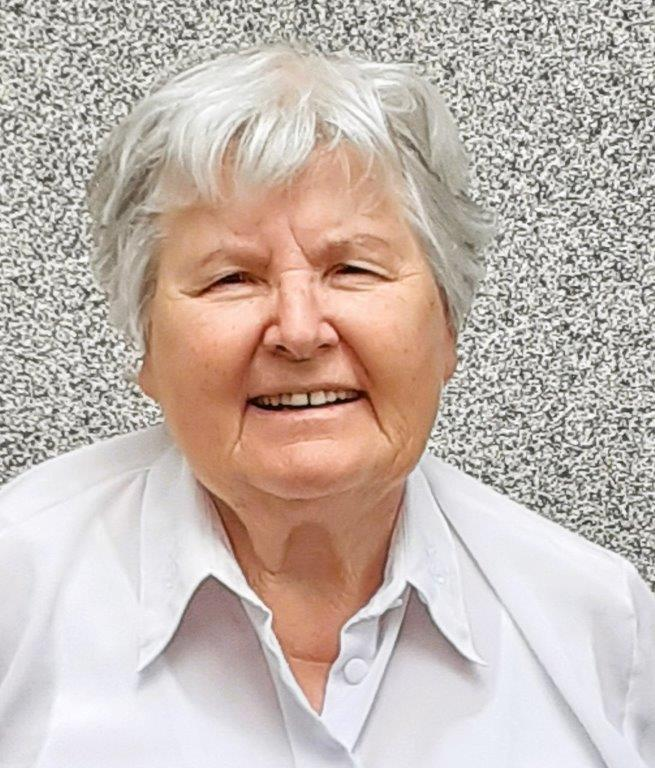
Margot H. Koller, 2024

Margot Koller (* 18. November 1941 in Steinhöring im Landkreis Ebersberg, Bayern) ist eine österreichische Schriftstellerin. Sie lebt in Salzburg.

## Leben und Werk
Margot H. Koller wuchs in Salzburg auf. Von 1963 bis 1966 war sie Lehrerin und Erzieherin an der privaten Neulandschule in Wien. 1964 heiratete sie und bekam 1966 einen Sohn. Seit 1967 lebt sie wieder in Salzburg.
Sie begann ihre schriftstellerische Tätigkeit mit der Mitarbeit an der Salzburger Literaturzeitschrift ProjektIL, wurde 1980 Mitglied der Interessensgemeinschaft Autorinnen Autoren und 1985 Mitglied der Grazer Autorenversammlung. Von 1986 bis 1988 leitete sie die Salzburger Autorengruppe und war von 1985 bis 1989 tätig im Literaturbeirat des Landes Salzburg. Seit der Jahrtausendwende widmet sie sich verstärkt der Aufbereitung von Sachthemen. Veröffentlichung von Gedichten, Kurzgeschichten, Essays und erzählenden Sachbüchern. Im Eigenverlag Freie Autorinnen gibt sie auch zwei Sammelbände heraus, einen Lyrikband Salzburger Autorinnen und eine Anthologie zu Suizid und Schriftstellerexistenz. Mitarbeit am COMPA Band 19 (Corpus Musicae Popularis Austriacae) zur Volksmusik in Salzburg.
Sie war über 20 Jahre Mitarbeiterin bei ekando kumer, einer Schülerpartnerschaft im Senegal und Sudan.

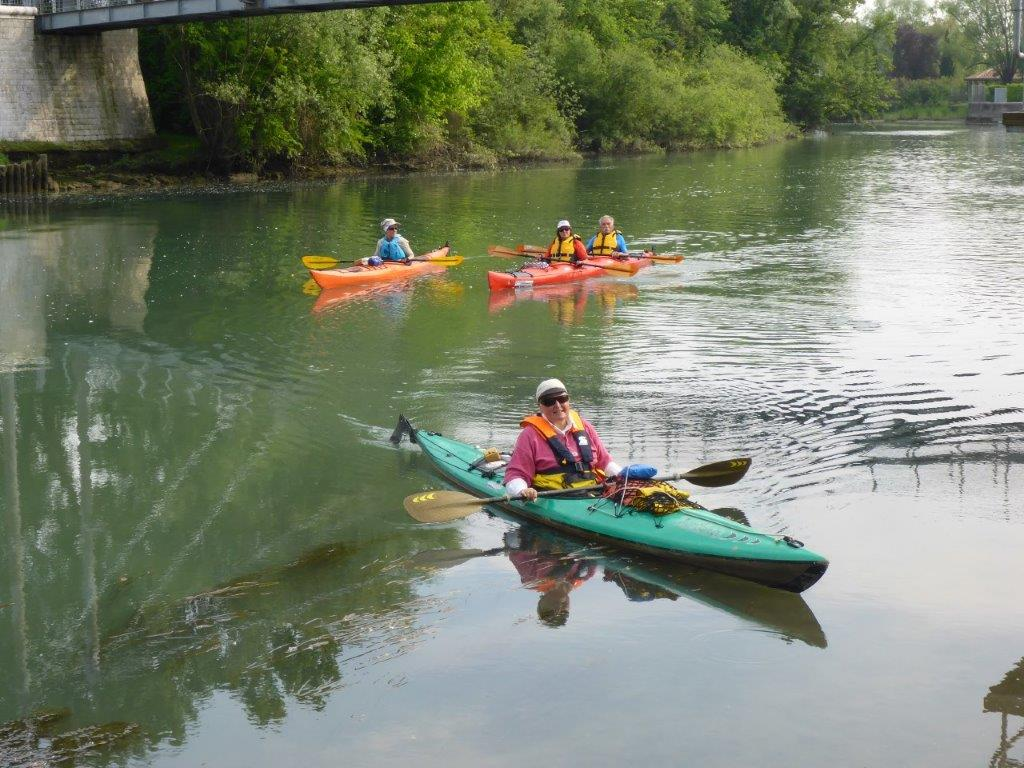
Paddler in der Lagune von Grado unter der Leitung von Margot Koller

Durch den Sport Langstreckenpaddeln auf europäischen Flüssen wird sie seit 1995 für das Element Wasser sensibilisiert. Sie schreibt darüber ein erzählendes Sachbuch, einen Erzählband mit Wasserstorys und hält Vorträge. Ein Leben lang kämpfte sie um eine emanzipatorische Weltsicht und versuchte diese (nach ihrer Scheidung) mit einer Partnerin zusammen zu verwirklichen bis zu deren Krebstod 2016. Ein Radio-Beitrag von Margot Koller wurde im Februar 2021 in einem offenen Bücherschrank aufgenommen, den die Autorin in einer zu einem Veranstaltungszentrum umgebauten Panzerhalle in Salzburg betreut hatte.
Am 8. März 2023, anlässlich des Weltfrauentages beim „Tanz für die Freiheit“, wurde sie vom ORF mit folgender Aussage zitiert: Nicht die Frauen haben sich den Männern anzupassen, sondern umgekehrt: Die Männer müssen sehen, was Frauen in der Geschichte lebenserhaltend erreicht haben. Sie waren nie an vorderster Front bei den Kriegen, sie haben das Leben weitergegeben, und wenn die Erde weiter bestehen will – müssen wir in diese Richtung (gehen).

## Auszeichnungen
- 1987: Rauriser Arbeitsstipendium für Literatur bei den Rauriser Literaturtagen.[10]
- 1987: Preisträgerin beim Literaturwettbewerb „700 Jahre Stadtrecht in Salzburg“[11]

## Werke (Auswahl)

### Monographien
- 2023: Von Aberwitz bis Zungenbrecher. 44 Essays zur Unschärfe und Doppelbödigkeit unserer Sprache. RLI Verlag Wien, ISBN 978-3-901229-21-3.
- 2022 (gem. mit Ulrich Blanke): Die abgewandte Seite der Worte. 48 Geschichten für Sprachverliebte. Paracelsus Buchhandlung & Verlag, Salzburg, ISBN 978-3-902776-57-0.
- 2022: Stichwort Philosophie. Ein Kaleidoskop aus zwölf Essays mit launigen Illustrationen. Eigenverlag Margot Koller, Salzburg.
- 2021: Ab in den Süden. Virtueller Urlaub in 22 Kapiteln: eine Hymne an Sonne & Meer. Eigenverlag Margot H. Koller, Salzburg.
- 2021 (gem. mit Hubert Tassatti): In den Schuhen eines anderen gehen. Hörspiel, szenische Lesung in 3 Variationen. Eigenverlag Margot H. Koller, Salzburg.
- 2020: Der Traum vom Gegenteil. Beziehungspuzzle aus 10 Texten. Eigenverlag Margot H. Koller, Salzburg.
- 2020: Geist formt Materie. 5 Essays mit einer Fotorevue begleiten Dich/Sie ins Land unserer unbegrenzten Möglichkeiten. Eigenverlag Margot H. Koller, Salzburg.
- 2016: An diesen herrlich blauen Tagen … Berichte & Essays. Eigenverlag Freie Autorinnen, Salzburg (= Erzähltexte, Bd. 10).
- 2013: Wasser, Räume, Wasser Träume. Text-Bildband mit 3 Erzählungen. Eigenverlag Freie Autorinnen, Salzburg (= Erzähltexte, Bd. 7).
- 2013: Paradoxes & Skurriles in Text und Bild. Eigenverlag Freie Autorinnen, Salzburg (= Geschenkbücher, Nr. 4).
- 2010: Alle Wege führen zum Wasser. 25 spritzige Storys. Eigenverlag Freie Autorinnen, Salzburg, ISBN 978-3-9502552-1-8.
- 2009: Flaschenpost an Josy. Alltags-„Krimi“ zu Wasser – Klima – Überleben. Edition INNSALZ, Ranshofen/Osternberg, ISBN 978-3-902616-33-3.
- 2006: Paradoxe Welten einer paradoxen Welt, Band 2. 10 Kurzgeschichten, 10 Zahlenbilder, 9 Essays. Eigenverlag Freie Autorinnen, Salzburg.
- 2005: Paradoxe Welten einer paradoxen Welt, Band 1, 72 Kurztexte & 65 Illustrationen. Eigenverlag Freie Autorinnen, Salzburg.

### Literarische Kurztexte in Literaturzeitschriften und Magazinen
- 2024: Mit dem Schleudersitz vom analogen Leben in die Welt der künstlichen Intelligenz. - In: Hubertus Chaim Tassati (Hrsg.): Wörterspuren 2024. Eigenverlag Salzburg, ISBN 978-3-7494-3460-2, S. 75–87.
- Reihe Lyrische Hefte, Hrsg. von Hubertus Chaim Tassatti: 0/2019, 1/2020, 2/2020, 5/2023